# Žirovnice

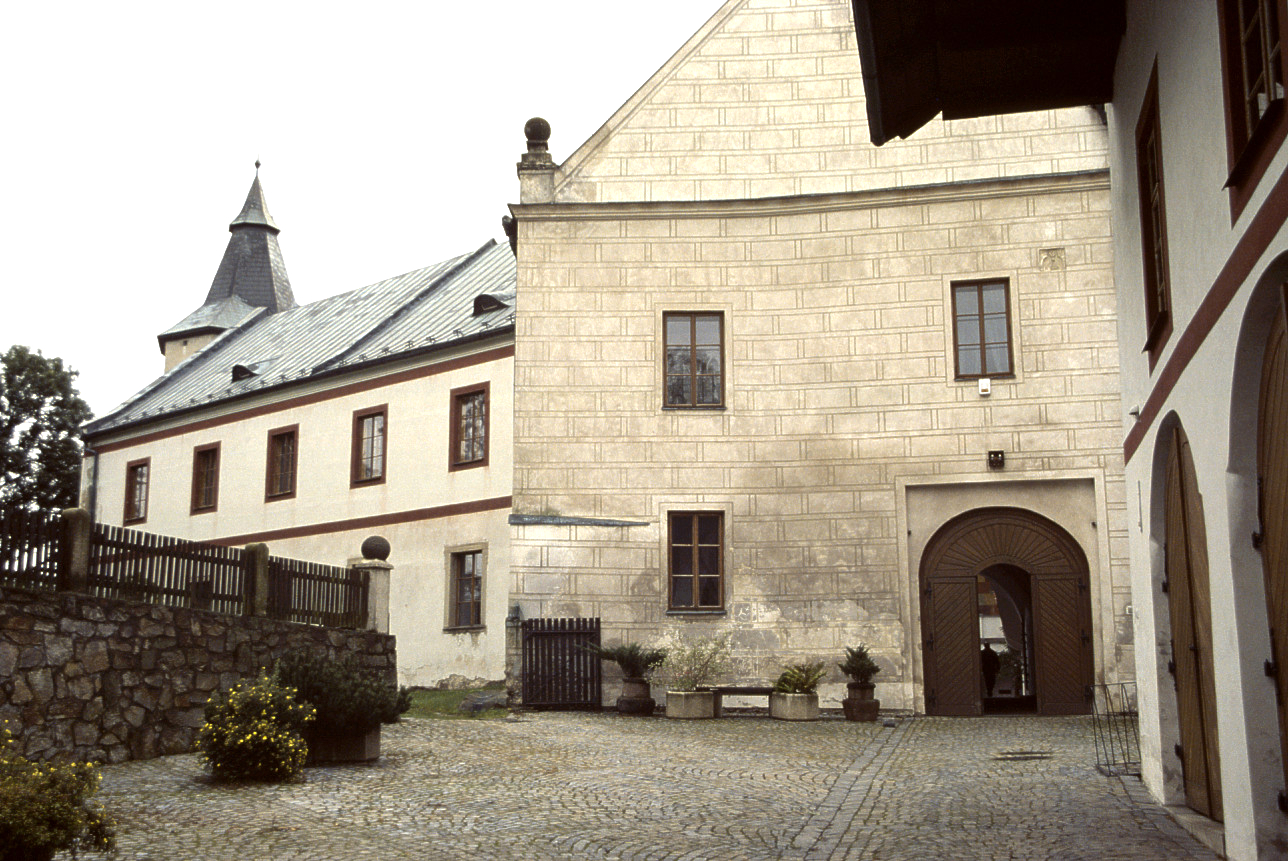
Schloss

Žirovnice (deutsch Serownitz, auch Serowitz) ist eine Stadt mit etwas mehr als dreitausend Einwohnern in Tschechien. Sie liegt auf 567 m ü. M. 18 km nordöstlich von Jindřichův Hradec bzw. 38 km südwestlich von Jihlava am Flüsschen Žirovnice und gehört zum Okres Pelhřimov.

## Geschichte
Erstmals urkundlich erwähnt wurde Žirovnice 1345 als Burg im Besitz des Ulrich III. von Neuhaus, dessen Familie diese wohl auch errichten ließ. Die um die Burg entstandene Siedlung wurde 1385 erstmals erwähnt. 1485 erwarb Václav Vencelík (Wentzelickh) Freiherr von Vrchovište aus Kutná Hora die Herrschaft und ließ wenig später die Burg umbauen und erweitern. Aus dieser Zeit stammen die heute noch teilweise erhaltenen und in ihrer Art einzigartigen Fresken, mit denen er das Anwesen ausschmücken ließ. Das aktuelle Stadtwappen (silbernes Einhorn in blauem Feld) basiert auf dem Familienwappen Vencelíks. In den folgenden Jahrhunderten besaßen die Herren von Gutštejn, erneut die Herren von Neuhaus sowie die Familie Slavata Žirovnice, die jedoch nur wenig an dem Adelssitz veränderten. Nach dem Aussterben der Slavata erbte Adolph Wratislaw von Sternberg.
Die Einwohner der Siedlung lebten zunächst vorwiegend von der Landwirtschaft. Später kamen eine Töpferei und eine Bierbrauerei sowie die Herstellung von Ziegeln und die Textilproduktion hinzu. Im Dreißigjährigen Krieg wurde Žirovnice und die ganze Region sowohl von kaiserlichen, als auch von schwedischen Truppen verwüstet, wobei auch das Schloss in Mitleidenschaft gezogen wurde. Als am Ende des 17. Jahrhunderts die Herrschaft an die Familie Sternberg kam, ließen diese das Schloss sowie etliche Dorfkirchen und -kapellen reparieren.
1854 erhielt Žirovnice Stadtrecht. 1864 begründete Josef Žampach mit seiner Perlmutt-Knopfmanufaktur den bis heute bestehenden Haupterwerbszweig der Stadt, welchem eine eigene Ausstellung im Schlossmuseum gewidmet ist.
1910 erwarb die Bürgerschaft Schloss und Herrschaft von den Reichsgrafen von Sternberg. Nach einem verheerenden Brand 1964 konnte die Renovierung des Schlosses erst 1992 vollendet werden.

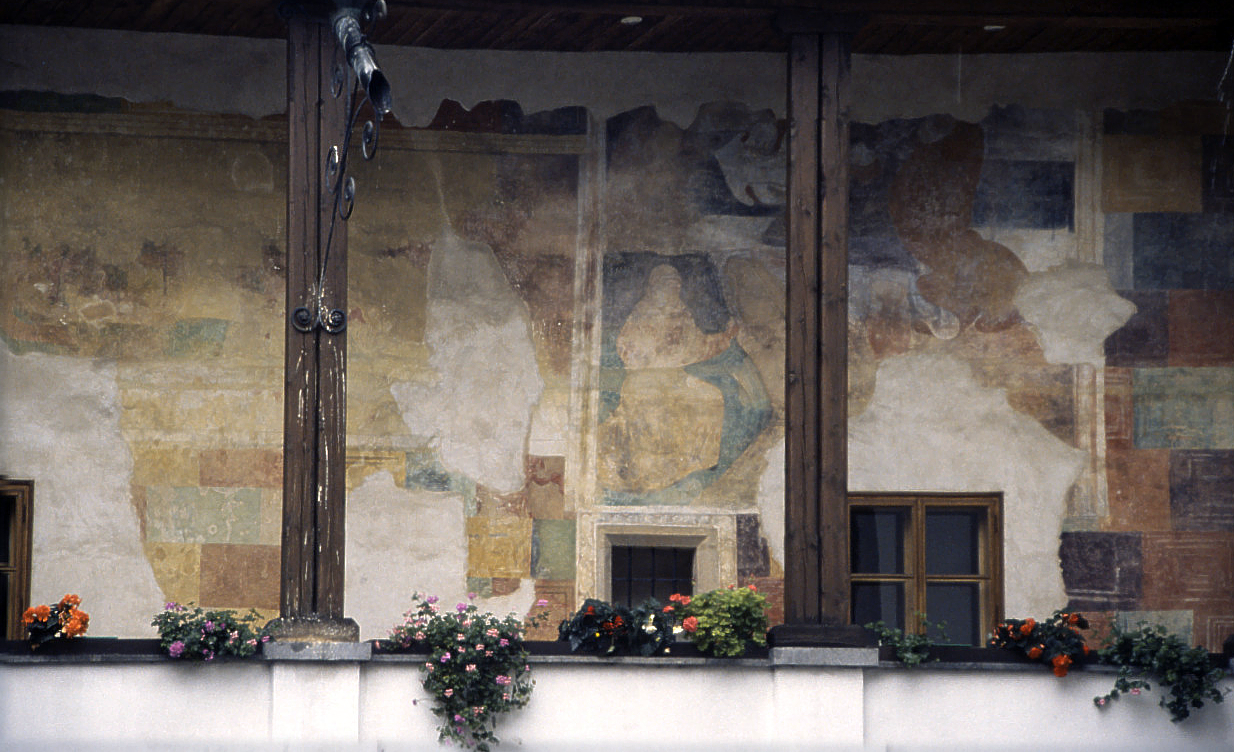
Fresken

## Ortsgliederung
Die Stadt Žirovnice besteht aus den Ortsteilen Cholunná (Chollunna), Litkovice (Litkowitz), Štítné (Stitna), Stranná (Strana), Vlcetín (Wiltschetin) und Žirovnice (Serowitz), die zugleich Katastralbezirke bilden.

## Kultur
- Sport: In Žirovnice wird in jedem Juli der „Perlmutt-Cup“ ausgetragen, welcher als das älteste Fußballturnier Tschechiens gilt. Als weitere Sportveranstaltung findet ein jährliches Springreiten statt.
- Musik: Alljährlich werden mehrere Musikfestivals abgehalten, welche vorwiegend der Blasmusik gewidmet sind.

## Sehenswürdigkeiten
- Schloss
- Thomas-von-Štítné-Denkmal (im Ortsteil Štítné)

## Städtepartnerschaften
- Grosshöchstetten, Schweiz
- Trstená, Slowakei

## Persönlichkeiten
- Tomáš Štítný ze Štítného (* um 1331; † um 1401), Philosoph und Schriftsteller
- Franz Leopold von Sternberg (1680–1745), böhmischer Adliger und Staatsmann
- Iva Janžurová (* 1941), Schauspielerin